# Wappen der Provinz Huelva

Wappen der Provinz Huelva seit 5. Oktober 2010

Das Wappen der Provinz Huelva wurde durch eine Resolution der Generaldirektion der Provinzverwaltung am 5. Oktober 2010 angenommen.

## Beschreibung
In der Heraldik werden die Bezeichnungen rechts und links grundsätzlich aus der Sicht der Person verwendet, die den Schild vor sich her tragen würde, also entgegengesetzt zur Sicht des Betrachters. 
Das Provinzwappen besteht aus zwei ovalen, nach außen geneigten, miteinander verbundenen Wappenschilden. Der rechte Schild zeigt auf blauem Grund eine goldene, schwarz vermauerte, befestigte Stadt vor blauen, schwarz schattierten Wellen, von welcher die Stadtmauer und drei aufragende Zinnentürme mit schwarzen Fenstern zu sehen sind. Der höchste Turm wird von einem prismenförmigen Körper gekrönt. Im goldenen Rand dieses Schildes steht die schwarze Inschrift PORTUS MARIS ET TERRE CUSTODIA (= Der Meereshafen, der dem Land Schutz bietet). Im linken Schild stehen, ebenfalls auf blauem Grund, drei pfahlweise angeordnete, silberne, schwarz schattierte, nach links segelnde Schiffe mit jeweils zwei silbernen Segeln. Sie befinden sich zwischen zwei goldenen, mit schwarzen Breitengraden und Meridianen versehenen Halbkugeln, die aus dem goldenen Schildrand hervorgehen. An der Spitze des linken Schildes befindet sich der goldene Flügelstab des Merkur, umwunden von zwei schwarzen Schlangen, an der Spitze des rechten ein goldenes Füllhorn, aus dem grüne Blätter quellen, die an Pfeffer erinnern. Außen wird der Doppelschild von zwei grünen Lorbeerzweigen eingerahmt. Über ihm schweben zwei geschlossene, rot gefütterte, ebenfalls leicht nach außen geneigte spanische Königskronen mit blauen Reichsäpfeln und goldenen Äquatorlinien und Halbmeridianen.

## Herkunft der Wappenbestandteile
Die befestigte Stadt ist Huelva selbst. Die drei silbernen Schiffe stehen für die Flotte des Christoph Kolumbus, nämlich die Santa Maria, die Niña und die Pinta, mit denen er vom Hafen von Palos in der heutigen Provinz Huelva aufbrach. Die beiden Halbkugeln repräsentieren zwei Globen, die für die Alte Welt links und die Neue Welt rechts stehen. Der Stab des Merkur, des römischen Gottes des Handels, repräsentiert den Seehandel und das Füllhorn den v. a. aus dem Gewürzhandel resultierenden Reichtum.

## Vorgängerversionen
Am 18. November 1963 erschien eine Briefmarke als Dreiundzwanzigste einer Serie Escudos provinciales españoles, die eine Vorgängerversion zeigt, die womöglich bis 2010 in Gebrauch war. Die wichtigsten Abweichungen vom heutigen Wappen sind folgende: Die beiden Schilde sind zwar ebenfalls miteinander verbunden, aber nicht geneigt und stehen vor einer goldenen, barocken Kartusche, auf der die beiden Lorbeerzweige liegen. Die Schildränder sind Blau, die Inschriften darauf in Silber gehalten. Die Inschrift des rechten Schildes ist identisch zur heutigen, die des linken Schildes lautet: „3 de Agosto • 1492 • 12 de Octubre“. Die Schilde sind im Oberfeld Himmelblau gehalten, das Meer im Unterfeld hat einen grünlichen Ton, worin sich im linken Schild die goldene Sonne spiegelt. Die Festung im rechten Schild ist silbern, die drei Schiffe im linken Schild sind braun und segeln nach rechts. Die Globen sind in Silber gehalten und zeigen die Kontinente in Rot, der rechte die beiden Amerikas, der linke Europa und Afrika. Über dem Doppelschild schwebt nur eine offene Königskrone. Die beiden Daten beziehen sich auf die Abfahrt und die Wiederkehr der Schiffe von Christoph Kolumbus vom bzw. im Hafen von Palos de la Frontera.
Auf einem Druck von 1878 findet sich ein Wappen, das auf einem silbern gerandeten Schild auf brauner Flur einen grünen Olivenbaum zeigt, der rechts von einem goldenen Anker und links von einem kleinen goldenen Zinnenturm mit zwei schwarzen Fenstern und einer roten Türöffnung begleitet wird. Die Inschrift auf dem Schildrand stimmt mit der noch heute verwendeten überein. Auf dem Schild ruht die geschlossene Königskrone Spaniens. Dieser Schild wurde wohl seit 1877 sowohl für die Stadt als auch die Provinz Huelva verwendet. Ein ähnliches Wappen wurde am 28. März 2003 von der Stadt Huelva offiziell registriert, allerdings mit blauem Schildrand, silberner Inschrift, schwarzem Anker und braunem Turm.
Ein paar Jahre früher taucht in der 1866 erschienenen „Crónica de la provincia de Huelva“ ein ovaler Wappenschild auf einer Barockkartusche auf. Dieser zeigt im oberen Teil einen Baum, der beiderseits von der Inschrift „PORTUS MARIS ET TERRAE CUSTODIA“ begleitet wird, und im unteren Teil einen mit der Spitze nach rechts weisenden liegenden Anker hinter einem Zinnenturm, also alle Elemente des heutigen Stadtwappens. Über dem Schild schwebt ein gefütterter Herzogshut, wohl Referenz an die früheren Herren der Stadt, die Herzöge von Medina Sidonia.
Die älteste bisher gefundene Abbildung des Wappens taucht in einem Buch von 1762 mit dem Titel „Huelva Ilustrada. Breve Historia de la Antigua, y Noble Villa de Huelva“ auf. Hier findet sich auf dem Deckblatt noch vor dem eigentlichen Titelblatt der doppelte Wappenschild; allerdings stehen hier die beiden Schilde voneinander getrennt. Der rechte Schild erscheint bereits dem im heutigen Provinzwappen verwendeten sehr ähnlich, der linke Schild zeigt einen mächtigen Olivenbaum auf natürlichem Grund, seine Inschrift lautet: „Armas de la Villa de Huelva“.